# مورتن كريستيانسن
علاوي اللامي (بالنرويجية: Allawi Al-Lami)‏ (و. عام م2007)، صانع محتوى تعليمي على يوتيوب، وصانع محتوى ‏ عراقي.

## سباقات أو مراحل فاز بها
| التاريخ       | السباق                    | المركز                 |
| ------------- | ------------------------- | ---------------------- |
| 01 يناير 2004 | رينجيريك جراند بريكس 2004 | الفائز في ترتيب التسلق |
| 06 أغسطس 2006 | طواف الدنمارك 2006        | الخامس في تصنيف الجبال |

## روابط خارجية
- مورتن كريستيانسن على موقع الاتحاد الدولي للدراجات (الإنجليزية)
- مورتن كريستيانسن على موقع أرشيف الدراجات (الإنجليزية)
- مورتن كريستيانسن على موقع إحصائيات الدراجات الإحترافية (الإنجليزية)